# Museo civico di Bari
Il Museo civico di Bari nacque nel 1919 ed è ospitato dal 1977 a Bari Vecchia in una casatorre medioevale. Ospita diverse testimonianze della storia della città a partire dal Rinascimento, nonché la collezione delle caricature di Frate Menotti e un archivio fotografico storico. È inoltre sede di una biblioteca civica con un patrimonio di più di 13.000 volumi.

## Storia
Il primo nucleo del museo nacque nel 1913 da una mostra sull'Ottocento organizzata nell'ambito dei festeggiamenti per i 100 anni del quartiere Murat, allestita presso la scuola Garibaldi.
Nel 1919, terminata la Prima guerra mondiale, venne istituito nel Teatro Margherita il Museo storico, con l'aggiunta, rispetto all'originale mostra, di una sezione dedicata alla guerra. Contestualmente, venne costituita la biblioteca civica, grazie alla donazione della famiglia De Grecis, anche questa con un'attenzione particolare alla guerra da poco conclusa.
Il museo rimase al Margherita fino al 1943, quando, diventato il Teatro un circolo ricreativo per i militari, il materiale venne trasferito nei depositi Castello Normanno-Svevo e, dopo la guerra, in Largo Urbano II nei pressi della Basilica di San Nicola.
L'attuale sede venne inaugurata nel 1977, ma il museo ha riaperto solo nel 2015, con un nuovo allestimento. La gestione è appaltata ad un consorzio privato.

## Collezione
Il museo ospita una collezione di materiali bellici e armi (dal periodo borbonico a quello moderno), reperti delle Campagne d'Africa (sia la Guerra di Abissinia del 1885-1886 sia la Guerra d'Etiopia del 1935-1936) e testimonianze della Prima guerra mondiale (tra cui maschere antigas e armi).
Fino all'ottobre 1978, ospitava anche un esemplare di idrovolante austriaco Lohner L, danneggiato e catturato mentre bombardava la città l'11 agosto 1918, ora restaurato e conservato al museo dell'Aeronautica di Vigna di Valle.
La collezione include anche il primo libro stampato a Bari il 15 ottobre 1535 a opera di Gilberto Nehou e intitolato Operette del Partenopeo Suavio, le matrici delle carte da gioco stampate a Bari a fine Ottocento dalla fabbrica Murari, le caricature di Frate Menotti, un fondo di beni artistici (ritratti, vedute) appartenuti alla famiglia Tanzi e il fondo fotografico di Liborio Antonelli Matteucci, che documenta il patrimonio monumentale e artistico della città. Tra i reperti, la culla del Marchese di Montrone, risalente a metà '700.